# Félicité-Marie Glétron
Félicité-Marie Vesin épouse Glétron, dite « Madame Glétron » (16 février 1829 à Vaiges - 13 mai 1905) est une institutrice puis militante laïque luttant pour l'égalité de l'enfant devant l'instruction, auteur de plusieurs ouvrages.

## Biographie
Félicité Marie Vesin naît au bourg des Croix à Vaiges le 16 février 1829. Elle est la fille naturelle d'Aimée Vesin, lingère puis ouvrière en robes. L'enfant, d'une intelligence remarquable, commence ses études à l'école publique de Vaiges, tenue à cette époque par des religieuses ; elle y reste jusqu'en août 1842. Ayant alors en effet perdu ses plus proches parents, et notamment sa mère, elle est recueillie momentanément par une de ses tantes, Mme Beucher, qui habite Angers, et qui l'envoie pendant 2 ans à l'École mutuelle laïque du Boulevard de Laval. C'était un établissement libre, fondé et entretenu par des particuliers, et ouvert concurremment avec les écoles publiques dirigées pour la plupart par des congréganistes.
La jeune fille se fait vite remarquer par son intelligence vive et une précoce aptitude pédagogique. L'une des dames patronnant l'école, Mme Chevré-Lofficial, lui demande des cours particuliers pour sa fille, et l'on voit vite dans cette institution d'enfants de bonne famille une jeune « sous-maîtresse » de 14 ans aux leçons très appréciées. Trop jeune pour passer les examens, elle y exerce sans brevet officiel. Elle réussit brillamment ses examens sitôt quelle atteint l'âge pour les passer, à 18 ans.
Félicité Vesin reste dans cet établissement jusqu'en janvier 1848. Le 13 janvier 1848, elle est en effet nommée institutrice communale à Châteauneuf-sur-Sarthe. Deux ans plus tard, au printemps 1850, un jeune professeur du collège de Doué-la-Fontaine, Jacques Glétron, est nommé à Châteauneuf-sur-Sarthe
Félicité Vesin épouse le 25 juin 1850 Jacques Louis Glétron (1828-1897), et ils exerceront ensemble dans l'enseignement public à Châteauneuf-sur-Sarthe jusqu'aux vacances de Pâques 1856. « Leurs facultés brillantes », commente Amand Férard, « une activité débordante mise au service d'un esprit hardi d'initiative guidé et tempéré par un sens éminemment pratique, leur ouvraient un champ plus vaste que celui de l'enseignement primaire d'alors, dont tout contribuait à comprimer les élans ». Ils donnent leur démission. Jacques Glétron entre comme employé dans une maison de commerce, dont il devient l'un des patrons 3 ans plus tard, en 1859. Félicité Glétron continue à donner des leçons particulières et fait vivre le ménage avec ces seules ressources : les bénéfices de la maison de commerce sont intégralement économisés, si bien qu'ils parviennent à fonder, sans les fonds de leur associé, une maison connue de négoce de vins que Mme Glétron dirige quasiment seule, son mari étant fréquemment en déplacements.
Vers 1870 ils ont atteint une aisance certaine et acquis une complète indépendance vis-à-vis de leur banquier. Jacques Glétron devient conseiller municipal et brièvement maire d'Angers, président de la commission administrative des hospices, juge au tribunal de commerce, président de la société de secours mutuels des instituteurs du Maine-et-Loire, de dispensaires et de plusieurs organisations à caractère social, officier d'académie.
Ils auront une fille, Marie Joséphine Félicité, éduquée dans les meilleurs établissements d'Angers, qui épousera en 1875 Anatole Édouard Robert, qui, membre du parti républicain, sera conseiller général du canton de Sainte-Suzanne (Mayenne) de 1887 à 1900. De cette union naîtra le poète Jacques Robert (1875-1892).
Félicité-Marie Glétron fut parallèlement une ardente militante laïque, luttant pour l'égalité de l'enfant devant l'instruction. Elle était en relations avec de nombreux responsables politiques, administratifs et littéraires. Son courrier volumineux témoigne de son goût pour l'action sociale, pour aider les autres, pour encourager. Jusqu'à sa mort elle fut la conseillère autorisée du parti républicain en se consacrant principalement aux questions d'éducation, tout en continuant à enseigner elle-même aux enfants les plus défavorisés.
Elle crée une bibliothèque, organise des fêtes, subventionne des conférences. La renommée de l'école de Vaiges est telle que les pensionnaires y affluent pour préparer les examens du brevet et du concours de l'École normale. Félicité Glétron demande et obtient la création d'un cours complémentaire de jeunes filles, dont elle assurera tous les frais, couronnement de son œuvre pédagogique, pour laquelle elle sera honorée des palmes académiques. 
Elle meurt à l'âge de 75 ans le 13 mai 1905. Le 17, plus de 2 000 personnes assistent à ses obsèques, dont les officiels et surtout une foule de personnes reconnaissantes de l'œuvre de Félicité Glétron. Sa fille continuera cette œuvre en organisant le cours complémentaire et en construisant une salle de conférences.
L'inspecteur d'académie A. Férard écrit : « Madame Glétron appartient à cette élite de femmes sont s'honore l'histoire de la pédagogie : Madame de Genlis, Madame Campan, voire George Sand avec laquelle elle n'était pas sans avoir quelque affinité. Comme les premières, elle enseigna par profession d'abord, par plaisir ensuite, par vocation toujours ; comme la "bonne dame de Nohant", la bonne dame de Vaiges aima les enfants du peuple et s'attacha à leur instruction. Son influence sur les destinées de l'enseignement public dans les départements du Maine-et-Loire et de la Mayenne est incontestable. »
Dans le mausolée construit à Vaiges à la mémoire de son petit-fils Jacques Robert (1875-1892), un vitrail (de Auguste Alleaume, Laval) représente Mme Glétron. Une plaque de marbre avec palme de bronze, portant l'inscription : « L'enseignement primaire et les amis de Madame Glétron, Reconnaissance, Affection », lui est dédiée.

## Sources et bibliographie
- Les ouvrages ci-dessus (Médiathèque d'Erve-&-Charnie à Vaiges).
- A.Férard, inspecteur d'académie, Biographie de Madame Glétron, Imprimerie moderne, Laval 1925, en 2 parties : Biographie et œuvre pédagogique de Madame Glétron et Inauguration de la salle de conférences et du cours complémentaire de Vaiges.
- État-civil de la commune de Vaiges (Archives départementales de la Mayenne).
- Inscriptions gravées sur le mausolée dédié à Jacques Robert (1875-1892), parc Jacques Glétron à Vaiges.